# اوضاع مثل سابق نیست (تئاتر موزیکال)
اوضاع مثل سابق نیست (انگلیسی: Fings Ain't Wot They Used T'Be) یک موسیقی کمدی مربوط به دهه ۱۹۵۰ میلادی است. اوضاع مثل سابق نیست نوعی موسیقی تئاتر موزیکال است که برای نمایش‌نامه تنظیم شده است. این موسیقی در وست اند لندن به اجرا در آمد.